# Adelphenaldis subsurrectionis
Adelphenaldis subsurrectionis är en stekelart som först beskrevs av Fischer 2003.  Adelphenaldis subsurrectionis ingår i släktet Adelphenaldis och familjen bracksteklar. Inga underarter finns listade i Catalogue of Life.